# Imadateiella
Imadateiella es un género de Protura en la familia Acerentomidae.

## Especies
- Imadateiella murka Szeptycki, 1988
- Imadateiella saucrosi Yin, 1980
- Imadateiella shideiana (Imadaté, 1964)
- Imadateiella shiria (Imadaté, 1964)
- Imadateiella sphaerempodia Yin, 1980
- Imadateiella yosiiana Imadaté, 1961